# Секс-торговля в Казахстане

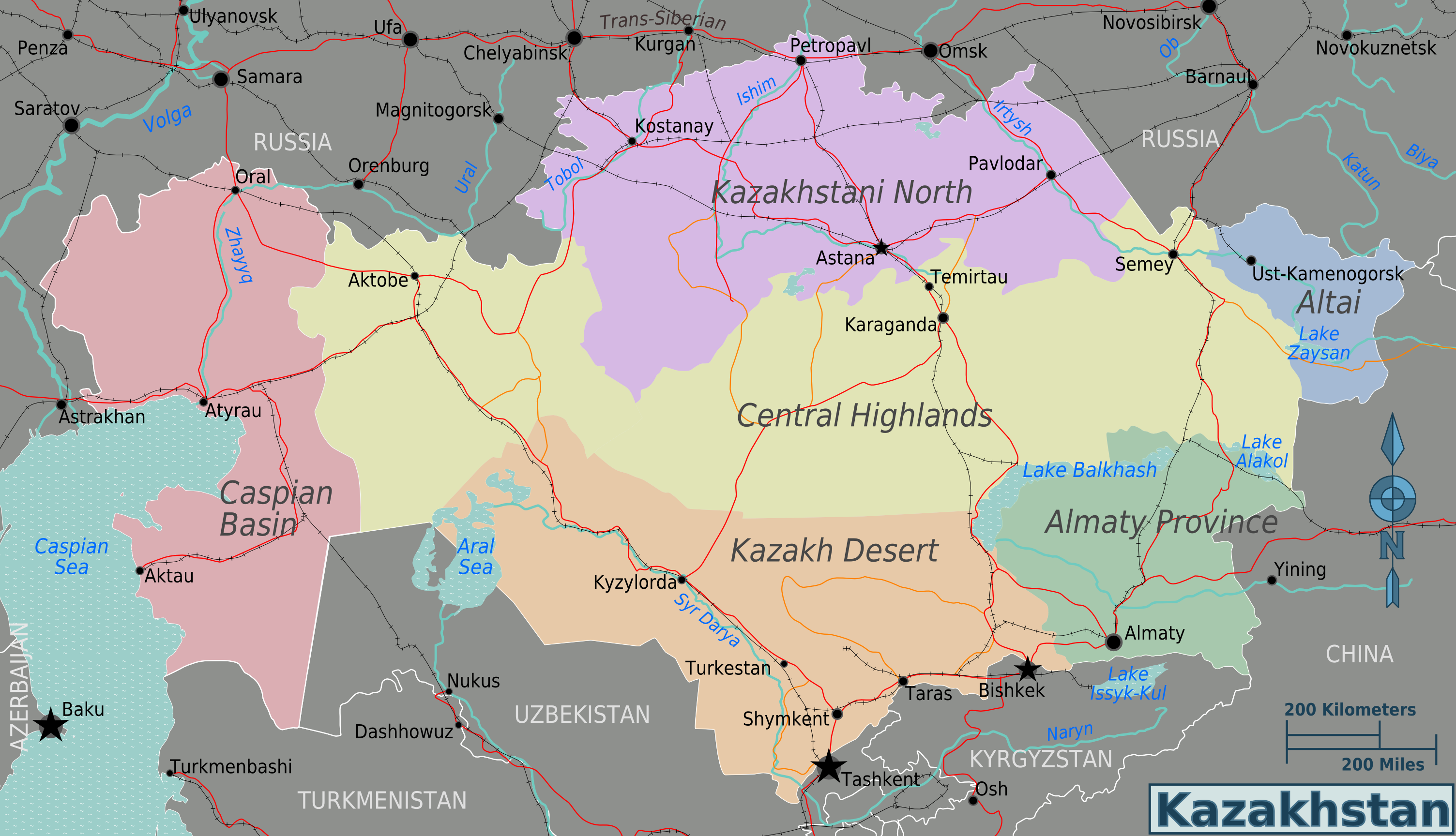
Граждане и иностранные жертвы секс-торговли в регионах Казахстана и за их пределами. Их насилуют и причиняют физический и психологический вред в публичных домах, на предприятиях, домах, гостиничных номерах и других местах в пределах этих административных единиц.

Секс-торговля в Казахстане — торговля людьми с целью сексуальной эксплуатации и рабства на территории Республики Казахстан.
Граждане Казахстана, в первую очередь женщины и девушки, становятся объектами сексуальной эксплуатации внутри страны и в другие страны Азии и разных континентов. Иностранные жертвы ввозятся в страну в целях сексуальной эксплуатации. Дети, бедняки и мигранты особенно уязвимы для сексуальной эксплуатации. Жертв обманывают, угрожают, заставляют заниматься проституцией или вступать в брак по принуждению. У них часто отбирают паспорта и другие документы. Они страдают от физического и психологического насилия и травми обычно охраняются или запираются в плохих условиях. Некоторые заражаются венерическими заболеваниями в результате изнасилования. Многие жертвы боятся сообщать о своем опыте в полицию из-за боязни быть заклейменными и отвергнутыми местными сообществами.
Правительство Казахстана подвергалось критике за неадекватные усилия по борьбе с торговлей людьми в целях сексуальной эксплуатации и коррупцией. Полицию и чиновников обвиняют в причастности к преступлениям, связанным с торговлей людьми в целях сексуальной эксплуатации в стране.

## Похищение невест
Похищение невест без согласия, когда женщин и девушек принуждают к браку и беременности с помощью силы, намека или общественного давления, является формой торговли людьми в целях сексуальной эксплуатации в Казахстане.

## Неправительственные организации
Международная организация по миграции поддерживает проекты по борьбе с торговлей людьми в целях сексуальной эксплуатации в стране.
Правовой центр женских инициатив «Сана Сезим» проводит мероприятия по борьбе с торговлей людьми в целях сексуальной эксплуатации в Казахстане.